# Julie Wolkenstein
Pour les articles homonymes, voir Wolkenstein, Poirot-Delpech, Famille Wolkenstein et Julie Delpech.
Julie Wolkenstein, née Julie Poirot-Delpech le 2 juin 1968 à Paris, est une écrivaine française. Elle est la fille de l'académicien Bertrand Poirot-Delpech et, par sa mère, la petite-fille de l'industriel français Maurice Jordan.

## Biographie
Julie Wolkenstein enseigne la littérature comparée à l'Université de Caen. Elle a écrit une thèse sur Henry James. 
En 2014, elle fait partie avec Camille Morineau du groupe de femmes qui fonde  Aware (Archives of Women Artists, Research and Exhibitions), dont l'objectif est de réhabiliter les artistes femmes dans l'histoire de l'art.
Elle est membre du jury du prix Fémina depuis 2023.

## Œuvres

### Romans
- Juliette ou la Paresseuse, P.O.L, 1999, 262 p.  (ISBN 2-86744-669-4)
- L’Heure anglaise, P.O.L, 2000, 189 p.  (ISBN 2-86744-741-0)
- Colloque sentimental, P.O.L, 2001, 344 p.  (ISBN 2-86744-843-3) – prix Ève-Delacroix 2002[2]
- Happy End, P.O.L, 2004, 199 p.  (ISBN 2-84682-050-3)[3]
- L’Excuse, P.O.L, 2008, 344 p.  (ISBN 978-2-84682-271-8)[4]
- Adèle et moi, P.O.L., 2013, 600 p.  (ISBN 978-2-8180-1737-1)
- Le Mystère du tapis d'Ardabil, P.O.L, 2015, 384 p.  (ISBN 978-2-8180-3776-8)
- Les Vacances, P.O.L, 2017, 368 p.  (ISBN 978-2-8180-4266-3) – prix des Deux Magots 2018
- Et toujours en été, Paris, éditions P.O.L, coll. « Fiction », 3 janvier 2020, 224 p. (ISBN 978-2-8180-4967-9)[5]
- La Route des Estuaires, éditions P.O.L, février 2023.

### Essais
- La Scène européenne : Henry James et le romanesque en question, Paris, Éditions Honoré Champion, coll. « Bibliothèque de littérature générale et comparée », 2000, 359 p.  (ISBN 2-7453-0249-3)
- Les Récits de rêves dans la fiction, Paris, éditions Klincksieck, 2006, 171 p.  (ISBN 2-252-03584-6)

### Traductions
Depuis l'anglais américain vers le français.
- The Great Gatsby de Francis Scott Fitzgerald, sous le titre de Gatsby, Paris, P.O.L., 2011, 278 p.  (ISBN 978-2-8180-1286-4)[6]
- Ethan Frome, Edith Wharton, Paris, POL, 2014
- Tendre est la nuit, Francis Scott Fitzgerald, traduction inédite, présentation, notes, chronologie et bibliographie par Julie Wolkenstein, Paris : Flammarion, 2015
- Beaux et maudits, Francis Scott Fitzgerald,  Paris, POL, 2021